# Armadale Castle (Schiff)
Die RMS Armadale Castle (II) war ein 1903 in Dienst gestellter Passagierdampfer, der von der britischen Reederei Union-Castle Line im Passagier- und Postverkehr zwischen Großbritannien und Südafrika eingesetzt wurde. Sie diente im Ersten Weltkrieg als Hilfskreuzer und wurde 1936 in Nordengland abgewrackt.

## Das Schiff
Das 12.973 BRT große Dampfschiff Armadale Castle wurde auf der Werft Fairfield Shipbuilders in Govan bei Glasgow gebaut. Ihr identisches Schwesterschiff war die Kenilworth Castle (12.974 BRT), die zeitgleich bei Harland & Wolff in Belfast gebaut und 1904 in Dienst gestellt wurde. Diese beiden Schiffe waren die ersten Neuaufträge, nachdem sich im Jahr 1900 die Reedereien Union Steamship Company Ltd. (Union Line, gegründet 1857) und Castle Mail Packet Company Ltd. (Castle Line, gegründet 1862) zusammengeschlossen und die neue Union-Castle Line gebildet hatten. Sie waren die bis dahin größten Schiffe der beiden Ursprungsreedereien.
Die 173,76 Meter lange und 19,6 Meter breite RMS Armadale Castle hatte zwei Schornsteine, zwei Masten und zwei Propeller. Sie wurde von zwei Vierfachexpansions-Dampfmaschinen angetrieben, die 12.000 PSi leisteten und eine Höchstgeschwindigkeit von 17 Knoten ermöglichten. Sie lief am 11. August 1903 bei Fairfield Shipbuilders vom Stapel und wurde im November 1903 fertiggestellt. Am 5. Dezember 1903 ging das Schiff auf Jungfernfahrt und auf dem Passagier- und Postdienst der Union-Castle Line zwischen Southampton und Kapstadt.
Im August 1914 wurde die Armadale Castle von der britischen Admiralität übernommen und in einen Hilfskreuzer (Armed Merchant Cruiser) umgerüstet. 1914 und 1915 unterstützte sie die Besetzung der Kolonie Deutsch-Südwestafrika. Später diente sie im 10th Cruiser Squadron (zehntes Kreuzerschwadron) in der Nordsee. 1919 wurde sie wieder ihren Eignern übergeben und wurde wieder im regulären Passagier- und Postdienst der Union-Castle Line eingesetzt. 1934 wurden die Unterkünfte der Zweiten Klasse demontiert. 1935 wurde das Schiff in Netley Abbey aufgelegt. 1936 unternahm die Armadale Castle noch eine weitere Überfahrt nach Südafrika, wurde danach aber bei der Hughes Bolckow Shipbreaking Company in Blyth abgewrackt.